# أولوس هيرتيوس
أولوس هيرتيوس ([ˈau̯lʊs ˈhɪrtjʊs]; حوالي 90 – 43 ق.م) كان واحدًا من قناصل الجمهورية الرومانية وكاتب حول المواضيع العسكرية.

## روابط خارجية
- أولوس هيرتيوس على موقع الموسوعة البريطانية (الإنجليزية)

- Julius Caesar's War Commentaries
- Suetonius: The Lives of the Twelve Caesars

| المكاتب السياسية                                                             | المكاتب السياسية                                                      | المكاتب السياسية                       |
| ---------------------------------------------------------------------------- | --------------------------------------------------------------------- | -------------------------------------- |
| سبقه ماركوس أنطونيوس و يوليوس قيصر و Publius Cornelius Dolabella (suffectus) | Consul في الجمهورية الرومانية مع غايوس فايبوس بانسا كايترونياس 43 ق.م | تبعه أغسطس (إمبراطور) و Quintus Pedius |